# بوشنوية ثنائية الألوان
بوشنوية ثنائية الألوان (الاسم العلمي:Buchenavia discolor) هي نوع من النباتات يتبع جنس البوشنوية من الفصيلة القمبريطية.